# Plymouth Superbird
Plymouth Superbird — спортивний автомобіль, що випускався в 1970 році компанією Plymouth. Одна з найбільш легендарних гоночних машин серії NASCAR і неодноразовий її переможець під керуванням знаменитого гонщика Річарда Петті. Незважаючи на те, що Plymouth Superbird спочатку планувався, як виключно гоночна модель, але він був поставлений і на конвеєр. Вироблено було всього 1920 екземплярів, що робить їх колекційними автомобілями.

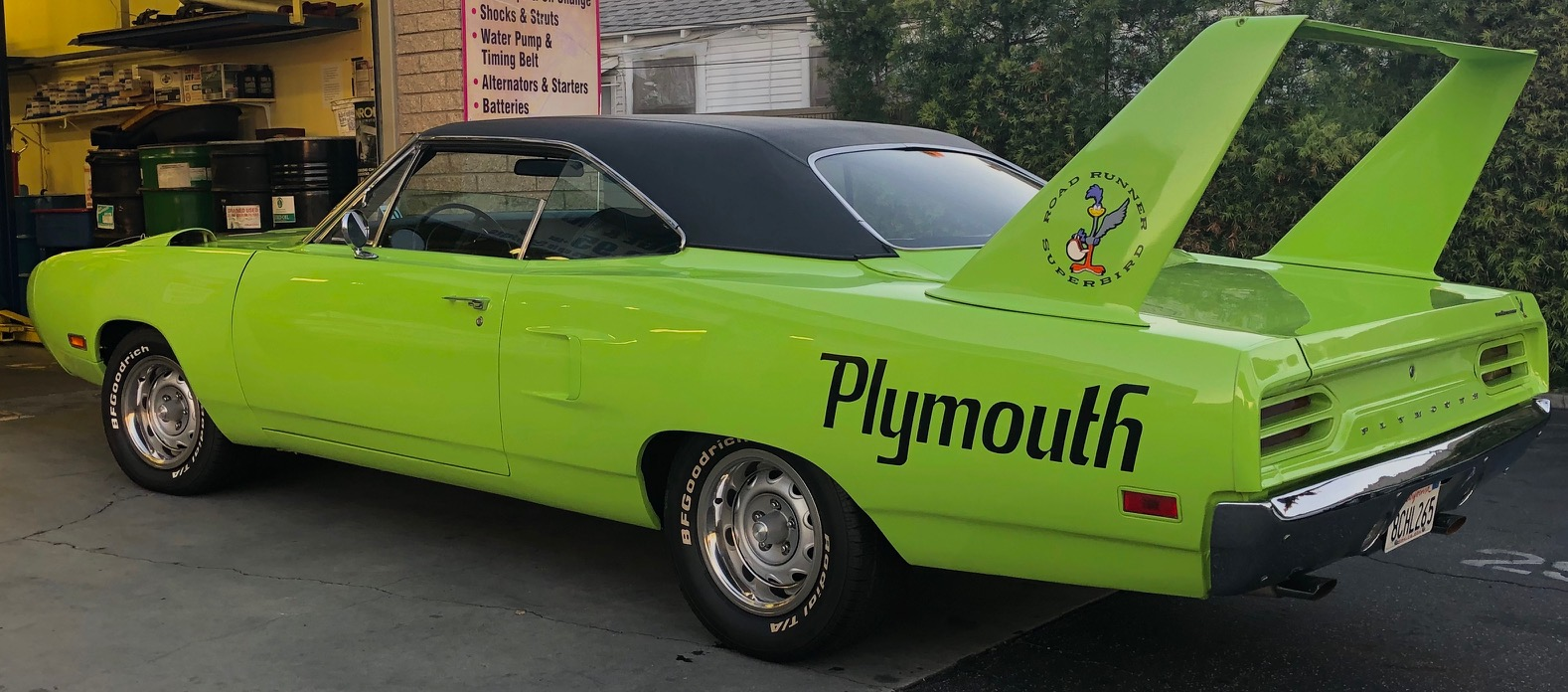

Plymouth Superbird був зовні майже повною копією Dodge Charger Daytona, а всередині — Plymouth Road Runner. Цю модель відрізняло величезне антикрило, що забезпечує хорошу притискну силу. Діяло воно, правда, тільки на швидкості понад 90 км/год, зате забезпечувало загальну увагу. До речі це перший випадок використання спойлерів в гонці NASCAR. До цього керованість гоночних автомобілів Америки була далеко не найкращою.

## Гонки

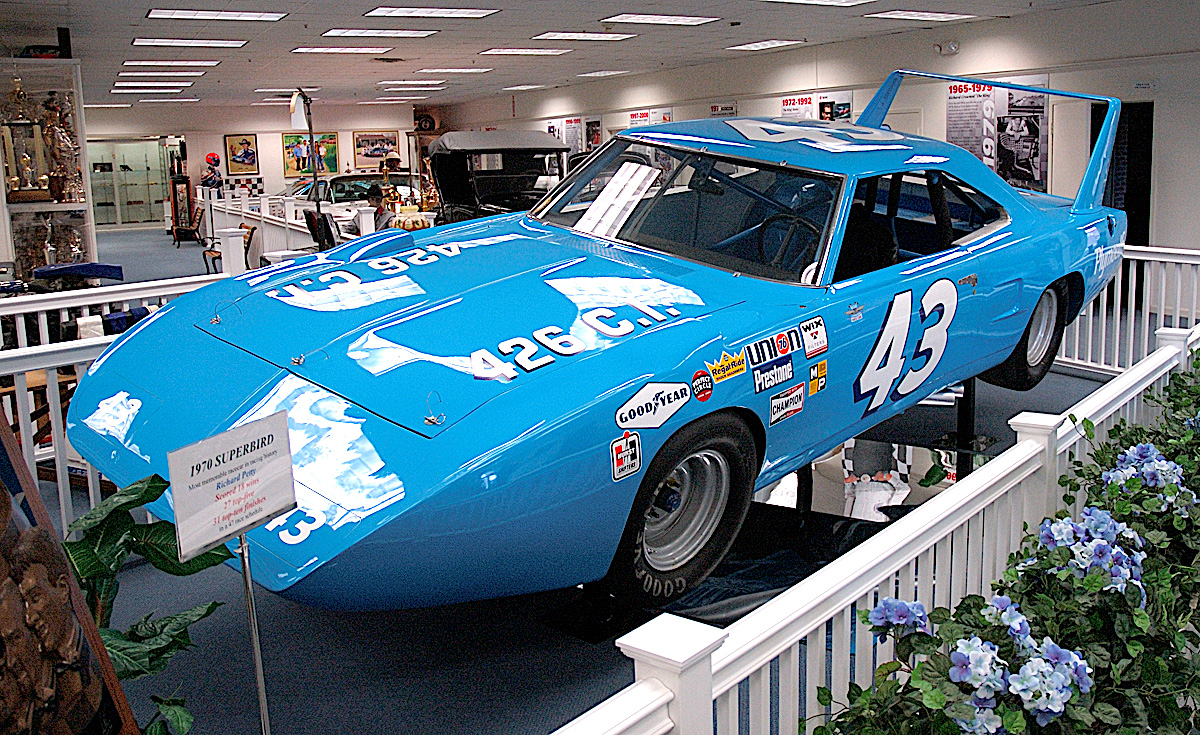
Легендарний Plymouth Superbird №43 Річарда Петті в його музеї

Під управлінням легенди гонок NASCAR Річарда Петті Plymouth Superbird здобув ряд яскравих перемог, назавжди вписавши своє ім'я в історію світових гонок, проте він не зміг в повній мірі виправдати всіх надій, що покладалися на нього, так і не перевершивши свого не менш іменитого попередника Dodge Daytona. Всього в 1970 році була здобута 21 перемога (включаючи Daytona 500), але в 1971 році змінилися правила NASCAR (для автомобілів з антикрилом) поклали кінець участі Superbird в гонках.

## Двигуни
- 6.9 л 426 Hemi V8 425 к.с.
- 7.2 л 440 Super Commando V8 375 к.с.
- 7.2 л 440 Super Commando Six Barrel V8 390 к.с.